# Pentámetro
Pentámetro es el nombre de un verso clásico, propio de la poesía griega o latina, compuesto por cuatro pies métricos y dos semipiés, distribuidos en dos mitades o hemistiquios de dos pies y un semipié cada uno. En su métrica cuantitativa cada pie está constituido por sílabas largas y breves; cada larga dura el doble que una breve.

## Estructura
El pentámetro grecolatino está compuesto en su primer pie por un dáctilo (una sílaba larga y dos breves, que se representan así: _ U U ) o un espondeo (dos sílabas largas, que se representan así: _ _ ); en su segundo, de otro dáctilo u otro espondeo; en el tercero, que es un semipié, por una sílaba larga; después va una cesura, dos dáctilos y un semipié final con sílaba larga o breve:
_ U U o bien _ _/ _ U U o bien _ _  / _  / || _ U U / _ U U / _ o bien U
Los acentos de intensidad o arsis van siempre en la primera sílaba de cada pie, que es siempre larga. Hay una cesura obligatoria que divide el verso en dos mitades o hemistiquios, de la cual la primera es la flexible, mientras que la segunda es una cláusula rítmica fija.
Se suele utilizar sobre todo en la Elegía.
- Datos: Q1232424